# Kurtköy (Pendik)
Kurtköy est un quartier du district de Pendik de la métropole d'Istanbul.